# Cyrtobill darwini
Cyrtobill darwini là một loài nhện trong họ Araneidae.
Loài này thuộc chi Cyrtobill. Cyrtobill darwini được miêu tả năm 2009 bởi Volker W. Framenau & Scharff.